# Welcome to the Jungle (chanson)
Pour les articles homonymes, voir Welcome to the Jungle.
 (août 2009).
Si vous disposez d'ouvrages ou d'articles de référence ou si vous connaissez des sites web de qualité traitant du thème abordé ici, merci de compléter l'article en donnant les références utiles à sa vérifiabilité et en les liant à la section « Notes et références ».
Singles de Guns N' Roses
It's So Easy Sweet Child O' Mine
Welcome to the Jungle est une chanson du groupe de hard rock américain Guns N' Roses. Elle débute leur premier album Appetite for Destruction ainsi que leur Greatest Hits. Elle est l'un des plus grands succès commercial du groupe avec Sweet Child O' Mine et Paradise City. Elle a aussi été le deuxième single de l'album et la première vidéo du groupe. Le single sort une première fois en septembre 1987 au Royaume-Uni, puis aux États-Unis et dans le reste du monde en octobre 1988.
La face B du single fut une reprise live de la chanson Whole Lotta Rosie d'AC/DC pour l'Europe et la chanson Mr. Brownstone pour les États-Unis.

## L'histoire
Welcome to the Jungle a été écrite par Axl Rose, Slash, Duff McKagan, Izzy Stradlin et Steven Adler (celui-ci considère d'ailleurs cette chanson comme l'une des premières qu'ils ont écrites ensemble). Selon Rose, les paroles ont été inspirées par une rencontre d'un vieil homme noir SDF avec un ami, alors qu'ils faisaient de l'autostop pour New York. Essayant de les effrayer, il crie le fameux « You know where you are? You're in the jungle baby! You're gonna die! ». Axl le transformera en « You know where the fuck you are?  You're in the jungle baby! You're gonna die! » pour introduire la chanson.
Cet incident a inspiré la plus grande partie de la chanson qui deviendra l'une des plus mémorables chanson du hard rock américain.
L'incident de New York a inspiré les paroles, la chanson a été écrite à Seattle, et les paroles décrivent la ville de Los Angeles. Dans une interview en 1988 avec le magazine Hit Parader, Axl Rose indique : « J'ai écrit ces paroles à Seattle. C'est une grande ville mais en même temps c'est petit par rapport à L.A. et les choses que vous allez y apprendre. Tout semble beaucoup plus rural là-bas. J'ai seulement écrit les choses comme elles me paraissaient. Si quelqu'un va dans cette ville et qu'il veut y trouver quelque chose, il le trouvera, qu'importe ce que c'est. »
La phrase « I wanna watch you bleed » était à la base une allusion à une chanson d'AC/DC, If You Want Blood (You've Got It) et à ces paroles « I want you to bleed for me », mais Axl Rose a changé les paroles environ une semaine avant l'enregistrement car la synchronisation semblait meilleure.
Les paroles « When you're high, you never, ever wanna come down, so down, so down, so down » font référence à leur usage de drogues. Leur directeur[Qui ?] avait peur que l'un d'entre eux[Qui ?] soit grillé[Quoi ?] avant qu'ils finissent la vidéo.
Musicalement, Slash décrit le développement de la chanson sur son autobiographie du même nom, Slash. Pendant que le groupe se reposait en essayant de monter le nouveau matériel, Axl s'est rappelé du riff que Slash a joué quand il vivait dans la cave de la maison de sa mère. Axl lui demanda de le jouer. Slash le joua et la bande établit rapidement les bases de la chanson pendant que Slash ajoutait de nouvelles parties à la guitare. Selon lui, la chanson a été composée en un peu moins de trois heures et a été arrangée pratiquement de la même manière que celle de la chanson qui figure sur l'album.

## La vidéo
Welcome to the Jungle est la première vidéo des Guns N' Roses et a été réalisée par Nigel Dick et filmée le 1er et 2 août 1987 à l'hôtel Park Plaza et l'avenue La Brea à Hollywood.
La vidéo commence avec Axl Rose descendant du bus avec une valise, habillé comme un nouveau venu naïf, qui vient donc pour la première fois en ville, avec un morceau de paille dans la bouche lorsque le riff de début commence.
Il voit, dans un magasin où l'on vent des téléviseurs, un homme avec une camisole de force (lui-même dans un autre rôle) et ne cesse de le regarder. La vidéo plonge alors dans une description profonde de choses telles que la technique de Ludovico, l'abus militaire et les « poisons » de la grande ville, montrant la métropole comme une vraie jungle.
À la fin de la vidéo, Axl est toujours en train de regarder les écrans de télévisions mais est habillé et se comporte comme un vrai rocker.
D'autres membres du groupe jouent des rôles, tel que Izzy Stradlin qui joue le rôle d'un dealer (d'ailleurs, dans la chanson 14 Years qui apparaît sur Use Your Illusion II, Izzy Stradlin chante « I've been the dealer, hangin' on your Streets », (ce qui est une allusion à Welcome to the Jungle) et propose de la drogue à Rose lorsqu'il sort du bus, mais celui-ci refuse. Ensuite, on peut voir Slash assis par terre buvant de l'alcool enveloppé dans un sac en papier et apparemment ivre (il indique sur son autobiographie que lorsqu'on l'a filmé, il était réellement ivre et dans l'état dans lequel on le voit). Cependant il disparaît à la fin de la vidéo. On aperçoit aussi Steven Adler à deux reprises, sur un lit avec une fille, pendant que Axl regarde la télé. Duff Mckagan apparait une fois, dans la chambre d'hôtel avec une guitare accousitque, on le voit mieux dans le clip de Patience qui montre des images du clip de welcome to the jungle. 
Au début, la vidéo n'a pas eu beaucoup de publicité à cause de MTV qui refusait de diffuser le clip car la pochette d'Appetite For Destruction était trop explicite ainsi que les images de la vidéo qui étaient jugées trop violentes. Le groupe a bien voulu changer la pochette de l'album. Ainsi MTV diffusa le clip, mais tard dans la nuit. Cependant, le lendemain la vidéo devint la plus demandée sur la chaîne.

## Utilisation dans d'autres œuvres

### Utilisation dans des films
La vidéo et la chanson sont utilisées dans La Dernière Cible, en été 1988. Les membres du groupe Guns N' Roses réalisent un caméo lors de la scène des funérailles de Johnny Squares.
Comme générique de fin de Jumanji : Bienvenue dans la jungle, en 2017.
Dans Jumanji: Next Level, en 2019.

### Utilisation dans des jeux vidéos
Dans le jeu vidéo Guitar Hero 3: Legends of Rock en tant que rappel joué avec Slash, après l'avoir battu.
Dans Grand Theft Auto: San Andreas sur la chaîne Radio X.
Dans la bande-annonce de Call of Duty: Infinite Warfare.

## Récompenses et classements
La chanson fait partie du classement des 40 meilleures chansons de Metal selon VH1 (à la deuxième place).